# Ferdinando Mandrini
Ferdinando Mandrini (ur. 17 czerwca 1897 w Mediolanie, zm. 22 listopada 1980 w Prato) – włoski gimnastyk, dwukrotny medalista olimpijski.
Trzykrotnie reprezentował barwy Zjednoczonego Królestwa Włoch na letnich igrzyskach olimpijskich: w Antwerpii (1920), Paryżu (1924) oraz Amsterdamie (1928), zdobywając w latach 1920 i 1924 dwa złote medale w wieloboju drużynowym.